# کوه لئونارد، میسوری
کوه لئونارد (به انگلیسی: Mount Leonard) یک روستا (ایالات متحده آمریکا) در ایالات متحده آمریکا است که در شهرستان سالین، میزوری واقع شده‌است.
 کوه لئونارد ۰٫۲۷ کیلومتر مربع مساحت و ۸۷ نفر جمعیت دارد و ۲۴۴ متر بالاتر از سطح دریا واقع شده‌است.